# 江崎悌三
江崎 悌三（えさき ていぞう、1899年（明治32年）7月15日 - 1957年（昭和32年）12月14日）は、日本の昆虫学者。杉田玄白の子孫。

## 年譜
- 1899年（明治32年）7月15日：東京市牛込区払方町七番地に生まれる。
- 1912年（明治45年）愛日尋常高等小学校（東京）卒業
  - 東京府立第四中学校入学
  - 大阪府立北野中学校転入
- 1917年（大正6年）：旧制大阪府立北野中学校卒業
- 1920年（大正9年）：旧制第七高等学校造士館卒業
- 1923年（大正12年）：東京帝国大学理学部動物学科卒業。
  - 5月28日：九州帝国大学助教授。
  - 11月6日：昆虫学研究のため、イギリス等の在留を命じられる。
- 1924年（大正13年）2月3日：神戸港出港。
- 1928年（昭和3年）8月3日：帰国。
  - 10月12日：動物学第2講座担任を命じられる。
- 1930年（昭和5年）4月1日：九州帝国大学農学部動物學第2講座教授。同年11月、理学博士（東京大学）、学位論文「The water-striders of the subfamily Halobatinae in the Hungarian national museum(ハンガリー國立博物館所在のウミアメンボ亞科のアメンボ類の研究)」。
- 1951年（昭和26年）3月28日：皇居に招かれ生物分類学の合同進講、座談会形式の意見交換会に出席[1]。
- 1955年（昭和30年）3月23日：九州大学教養部長。
- 1957年（昭和32年）12月14日：逝去。

## 家族・親族
- 父の江崎政忠 (1865年生)は松本藩士・江崎政国の長男。帝国大学農科大学卒業後、宮内省の御料局技師となり、帝室林野管理局技師、東京市水道水源調査顧問を兼任、1910年に退官し、鴻池銀行、大阪倉庫などの役員を務めた[2]。政忠の姉まつの夫に男爵神尾光臣[3]、妹操子の夫に国分青崖[2]。長弟の江崎誠[2]は大阪府立北野中学校（旧制中学。現在の大阪府立北野高等学校）第十代校長。退職後は全国中学校長会の理事長を務めた[4]。末弟の江崎政行（1879-1943）は東京帝国大学法科大学を卒業後、地方検事を経て南洋庁高等法院検事を務めた[5]。
- 母の牧（1870-1912）は乙骨太郎乙の長女。41歳で悌三ら息子4人を遺して没[6]。牧の母方祖父に杉田成卿、高祖父に杉田玄白がいる。
- 妻はドイツ人のシャルロッテ（Charlotte Johanna Hermine Witte, 1903 - 1978）。ヨーロッパ留学中に知り合い1928年に結婚した[7]。
- 二女は法学者の手島孝に嫁いでおり、その娘婿に自然科学研究機構基礎生物学研究所教授の長谷部光泰、その息子に長谷部銀次がいる[8]。
- 長男の江崎悌一は元日航パイロット。副操縦士としてよど号ハイジャック事件に遭遇したことでも知られている[8]。

## 著書
- 『動物の学名の構成法』国際書院 1932
- 『太平洋諸島の作物害虫と防除』日本評論社 南太平洋叢書 1944
- 『江崎悌三随筆集』江崎シャルロッテ編 北隆館 1958
- 『江崎悌三著作集』全3巻 思索社 1984

### 共著・監修
- 『日本昆蟲圖鑑』石井悌,内田清之助,川村多実二,木下周太,桑山覚,素木得一,湯浅啓温共編 北隆館 1932
- 『原色日本昆虫図説』堀浩、安松京三共著 三省堂 1939
- 『日本動物分類』全15巻 岡田弥一郎,内田亨共編 三省堂 1936-1943
- 『土壌昆虫の生態と防除』野村健一共著 養賢堂 1943
- 『原色少年昆虫図鑑』河田党共著 北隆館 1953
- 『原色昆虫図鑑 学生版 第2 甲虫・半翅類篇』素木得一,高島春雄共著 北隆館 1955
- 『原色幼年昆虫図鑑』共監修 北隆館 1956
- 『原色図鑑ライブラリー 第22 蝶』監修 北隆館 1956
- 『天然色昆虫図鑑』監修 学習研究社 天然色生物図鑑シリーズ 1956
- 『原色日本蛾類図鑑』一色周知、六浦晃、井上寛、岡垣弘、緒方正美、黒子浩共著 保育社の原色図鑑 1957－58

### 翻訳
- ビー・ピー・ウヴァロフ（Boris Petrovitch Uvarov）『昆虫の栄養と新陳代謝』国際書院 1931
- ヘンリー・ジェームズ・ストヴィン・プライヤー『日本蝶類図譜』白水隆校訂 科学書院 1982

## 論文
- 国立情報学研究所収録論文 国立情報学研究所